# Cryptomerinx
Cryptomerinx is een vliegengeslacht uit de familie van de roofvliegen (Asilidae).

## Soorten
- C. laphriicornis Enderlein, 1914
- C. mirandai (Carrera, 1951)